# Otokar Cobra
Otokar Cobra je oklopni transporter kojeg je razvila i proizvodi turska automobilska industrija Otokar. S dizajnom "V" oblika, Otokar Cobra osigurava zaštitu od streljačkog oružja, topničkih šrapnela, protutenkovskih i protupješačkih mina te improviziranih eksplozivnih naprava. Cobra se može koristiti u različitim misijama i ulogama te stoga postoje različite inačice ovog vozila.
Naoružanje Otokar Cobre može se sastojati od 12.7 mm strojnice, 20 mm topa, 40 mm automatskog bacača granata te protutenkovskih (npr. TOW ili Spike) ili zemlja-zrak projektila.

## Počeci
O vozilu Cobra počelo se govoriti u 1994. godine i to u studiji tvrtke Otokar a u svrhu potreba turske vojske za poboljšanim i zaštićenim vozilom na kotačima koje će biti teško oko šest tona. Projektni i razvojni radovi ozbiljno su počeli 1995. i to u tvrtkama Otokar i AM General, čije je vozilo M1113 HMMWV ECV, poznato i kao Hummer, poslužilo kao baza za Cobru. Otokarova iskustva s prijašnjim borbenim vozilima rezultirali su projektima i proizvodnjom oklopljenih izvidničkih i osobnih vozila koja su u cjelini ili dijelom temeljeni na Land Roverovoj seriji 90/110/130. Najnapredniji od svih je Akrep 4x4, lako izvidničko vozilo i oklopni transporter težine 3,6 tona a čija je proizvodnja počela 1994. za potrebe turskih snaga sigurnosti. Uzevši u obzir kako oklopna varijanta Land Rovera zadržava kasniji standardni okvir podvozja i osovina, u Akrepu je to usklađeno s novom samonosećom konstrukcijom trupa s razmakom kotača od 2.540 mm.
U slučaju Cobre, ponovno je odlučeno da se primjeni samonoseća karoserija zajedno s neovisnim ovjesom, dajući dobre mogućnosti za povećanje pokretljivosti i zaštite. Prvi statični model konstruiran je u srpnju 1994., a prva dva prototipa napustila su tvrtku u studenom iste godine. Šest dodatnih prototipa konstruirano je između travnja 1996. i svibnja 1997. pri čemu su provedene i probe pokretljivosti te izdržljivosti na turskim i američkim terenima. Proba trećeg prototipa provedena je u kolovozu 1996. u ekstremnim klimatskim uvjetima Doline smrti u Kaliforniji. Nakon toga testiranje izdržljivosti je nastavljeno u Nevada Automotive Test Centru gdje američke snage testiraju mnoga svoja vozila. Razvojni program za vozilo Cobra kulminiralo je u srpnju 1997. kada su obavljeni balistički testovi a prvi proizvedeni primjerci isporučeni su turskim kopnenim snagama u prosincu 1997.

## Pokretljivost
Gume, ovjes, motor i prijenos na Cobri isti su kao i oni koji se rabe na Hummeru. Pokreće ga General Motorsov V8 turbo dizelski motor RPO L65 koji mu daje snagu od 190 KS a prenosi se preko Hydra-Matic 4L80E 4-brzinskog automatskog mjenjača, omogućujući vozilu najveću brzinu od 115 km/h i odnos snaga/težina od 30 KS/t (22,26 kW/t). Dodatnu pokretljivost osigurava stalni pogon na sva 4 kotača, automatski blokirajući diferencijal i nezavisni ovjes. Spiralne opruge, hidraulički amortizeri i pomaci ovjesa osiguravaju postojanost kontakta s terenom u gotovo svim okolnostima te omogućuju Cobri svladavanje zapreke visine do 350 mm. Maksimalni uspon je 60% ali uz dodatno električno vitlo moguć je veći te postoji i mogućnost samoizvlačenja. Ručno podešavanje sustava središnjeg nadzora tlaka u gumama (radijalne gume dimenzija 37x16,5) omogućava prilagodbu raznim radnim uvjetima, ovisno o karakteristikama terena.
Jedna od glavnih izmjena između Hummera i Cobre je konfiguracija rashladnog sustava. Upravo je to bilo vođeno usvajanjem Cobrinog težeg, oklopljenog trupa, a mnogo snažniji hidrostatički ventilator bio je uporabljen za tjeranje zraka za hlađenje preko bočnih rešetki te njegovo izbacivanje preko središnje rešetke na gornjoj površini oklopljenog poklopca motora. Standardna temperatura okoline na kojoj Cobra može raditi iznosi između -32°C i +55°C koja previše ne odstupa od uobičajenih temperatura tijekom godine na zemljopisnom području Turske. Startanje motora pri nižim temperaturama moguće je uz dodatni predgrijač.
Nudi se i kupola s automatskim bacačem granata kalibra 40 mm. Cobra je nepropusna u vodi dubine do metra, ali prema Otokarovim informacijama uzgon u svim inačicama vozila dovoljan je da se sigurno otisnuo preko rijeke ili jezera. Specijalna amfibijska inačica ima dva propulzora na stražnjoj strani, kontroliranih joystickom (upravljačkom palicom) i sposobna je doseći brzinu od 8,2 km/h na vodi. Takva inačica Cobre opremljena je hibridnim sustavom hlađenja koje rabi normalno (hidrostatičko) zračno hlađenje tijekom vožnje kopnom, a vodeno hlađenje tijekom plovidbe. 
Hidrostatički pogon za ventilatore, u ovom drugom slučaju, skrenut je za pogon propelera. Vozilo ima i dvije električne muljne pumpe od kojih je jedna upravljana automatski, druga manualno a postoji i treća koja je mehanička pumpa za nuždu. 
Najveća udaljenost koju Cobra može prevaliti iznosi 600 km što u potpunosti odgovara legalnim cestovnim limitima u zemljama članicama NATO-a. Cobra se može transportirati teretnim helikopterom CH-47 Chinook dok transportni zrakoplov C-130 Hercules može prenijeti dvije Cobre na veće udaljenosti.

## Zaštita
Ako izuzmemo jedinice ovjesa i diferencijala, sve Cobrine mehaničke komponente ukomponirane su unutar trupa čiji oblik i integritet ima amfibičnost i otpornost prema minama. Donji dio trupa u osnovi je "V" oblika čija široka ravna sekcija prolazi duž središnje crte. Ta sekcija pruža zaštitu pogonu i sprečava vozilo da potone prema dolje, omogućujući trupu klizanje preko pjeskovitog ili muljevitog terena. Takav čisti oblik osigurava da trup nema dijelova koji strše a mogli bi uzrokovati puknuća (ili prevrtanja vozila) u slučaju eksplozije mine.
Cobrin trup se proizvodi zavarivanjem oklopnih čeličnih ploča različite tvrdoće (480-530 BHN). To osigurava baznu balističku otpornost protiv pancirnih zrna kalibra 7.62x51 mm i fragmenata topničkih projektila. U slučaju oblaganja dodatnim keramičkim ili čeličnim pločama moguće je dobiti otpornost na streljivo kalibra 12.7 mm. Pristup u vozilo osiguran je kroz dvoja bočna vrata, stražnja vrata s otvaranjem na stranu, te na dva otvora u krovu na stražnjoj strani trupa. Sva su stakla izrađena od laminiranog stakla i osiguravaju isti stupanj zaštite kao i sam trup te su kompatibilna s naočalama za noćno gledanje. 
Struktura je projektirana kako bi izdržala udar protutenkovske mine od 7 kg detonirane ispod kotača te mine od 2,5 kg detonirane ispod samog vozila. Kut otklona bočnog oklopa omogućuje zaštitu protiv Claymore mina s usmjerenim djelovanjem na udaljenosti od 5 m. Trup je opremljen blatobranima (izrađeni od staklenih vlakana) koji se, djelovanjem sile same eksplozije, mogu pomaknuti te tako umanjiti prijenos udara na trup. Sklopovi kotača također su projektirani kako bi se odvojili, ostavljajući spojeve na vanjštini trupa netaknute, te dajući mogućnost brzog popravka i zamjene. Unutrašnjost podnice je konstruirana iz kompozita - sendvič od poliuretanske pjene između slojeva staklom ojačane plastike. Sjedala putnika i članova posade imaju pojaseve za vezanje u četiri točke, učvršćeni su na bočnim stranama trupa (što je sigurnije nego na podu vozila), te su u ravnini sa slojem izolacije koja reducira zagrijanost unutrašnjosti i razinu buke.
Iako to nije u specifikacijama turskih snaga, Otokar predviđa mogućnost ugradnje dodatnog oklopa ispod vozila (što je omogućeno postojećim Cobrinim klirensom od 400 mm). Tvrtka ima pripremljene projekte za ugradnju 300 do 400 kg teške dodatne ploče ispod prostora za posadu, koja može pružiti zaštitu protiv mina s penetratorom (na primjer mina TMRP-6).
Klimatski uređaj je standardni dio opreme, a sva vrata i puškarnice (dvije na svakom boku i jedna na stražnjim vratima) imaju brtve protiv kemijskih agenasa. Sustav za filtriranje zraka u slučaju napada kemijskim agensima, protupožarni sustav, te lanser dimnih kutija nude se kao dodatna oprema.

## Inačice
Postoje sljedeće inačice Cobre:
- oklopni transporter,
- oklopno izvidničko vozilo s NKB zaštitom,
- oklopno izvidničko vozilo,
- oklopno zapovjedno vozilo,
- oklopno komunikacijsko vozilo,
- oklopno ambulantno vozilo,
- oklopno vozilo s oružanom platformom i
- oklopno amfibijsko vozilo.

## Borbena upotreba
Tijekom Rusko-gruzijskog rata 2008. u bitci za Chinvali, Cobru je koristila gruzijska vojska tijekom napada na grad. Neka vozila bila su opremljena s 12.7 mm teškom strojnicom Utyos a neka s 40 mm automatskim bacačem granata.
Također, turske oružane snage koristile su Otokar Cobru u Afganistanu kao i tijekom antiterorističkih operacija na sjeveru Iraka.
Nigerijska vojska je intenzivno koristila Cobru tijekom operacija protiv terorista Boko Haram na sjeveroistoku zemlje 2013. godine.

## Korisnici
- Turska: primarni korisnik.[2][3]
- Azerbajdžan: oružane snage Azerbajdžana nabavile su od Turske ukupno 123 različitih inačica Otokara.[4]
- Alžir[2][3]
- Bahrein[2][3]
- Bangladeš: bangladeška vojska i policija.[5]
- Gruzija:[6] gruzijska vojska.[7]
- Sjeverna Makedonija: turski veleposlanik u Makedoniji, Gürol Sökmensüer uručio je početkom prosinca 2012. makedonskom ministru obrane Fatmiru Besimiju jedno vozilo Otokar Cobra.[8] Riječ je o turskoj donaciji makedonskoj vojsci koja je uključivala i sedam Land Rover terenaca.[8]
- Maldivi:[6] tri vozila.[2][3]
- Kazahstan: tvrtka Otokar je u Kazahstanu izgradio tvornicu za proizvodnju vlastitih vozila, uključujući i Cobru koji je u službi vojske.[9][10]
- Kosovo: kosovske snage sigurnosti.[11]
- Nigerija[2][3]
- Pakistan[2][3][6]
- Slovenija:[3] slovenska vojska je naručila deset vozila s NKB zaštitom ukupne vrijednosti nešto manje od 23 milijuna eura.[12]
- Ujedinjeni Arapski Emirati[2][3]

## Vanjske poveznice
- Službena web stranica proizvođača  Arhivirana inačica izvorne stranice od 28. rujna 2007. (Wayback Machine)